# Sport Club Belém
O Sport Club Belém é um clube brasileiro de futebol, da cidade de Belém, capital do estado do Pará.

## História
O Sport Belém foi fundado no dia 2 de dezembro de 1965, no cassino de oficiais da Aeronáutica. No entanto o futebol do "Dragão da Marancangalha", como é conhecido devido à junção do seu mascote com o bairro belenense, só foi implantado dois anos depois de sua fundação.
Chegou a ser considerado como a quarta força do futebol paraense, atrás apenas de Remo, Paysandu e Tuna Luso. A tradição do Dragão o levou a disputar o a Série B em duas ocasiões, em 1971, quando terminou na 20º colocação entre 23 equipes, e em 1986, quando terminou na 31ª posição entre 36 equipes. Foram 14 partidas no total das duas edições. É o único que, dos clubes menores que participaram da fundação da Federação Paraense de Futebol, em 1969, sobrevive até os dias de hoje. Apesar da pouca quantidade de torcedores da capital paraense, é o único time pequeno de Belém que não mudou sua sede para cidades do interior do estado, como fizeram o Independente (Tucuruí) e Santa Rosa (Mãe do Rio). atualmente seu presidente é Antônio Gomes da Silva, e o vice é Carlos Alberto da Rocha.

## Títulos
| ESTADUAIS | ESTADUAIS                      | ESTADUAIS | ESTADUAIS  |
|           | Competição                     | Títulos   | Temporadas |
| --------- | ------------------------------ | --------- | ---------- |
|           | Campeonato Paraense - Série B1 | 1         | 2008       |

## Estatísticas

### Participações
|  | Participações em 2023 |

| Competição | Competição          | Temporadas | Melhor campanha     | Estreia | Última | P | R |
| Pará       | Campeonato Paraense | 41         | Vice-Campeão (1973) | 1968    | 2012   |   | 2 |
| Pará       | Série B1            | 11         | Campeão (2008)      | 2007    | 2023   | 2 | – |
|            | Copão da Amazônia   | 1          | 6º colocado (1971)  | 1971    | 1971   |   |   |
| Brasil     | Série B             | 2          | 20º colocado (1971) | 1971    | 1986   | – | – |

### Campeonato Paraense - Série B1
| 2012 | 2016 | 2017 | 2018 | 2019 | 2020 | 2021 | 2022 | 2023 |
| 11°  | 4°   | 4°   | 13º  | 8º   | 12º  | 23º  | 17º  | 7º   |